# Bucșani (gmina w okręgu Giurgiu)
Bucșani – gmina w Rumunii, w okręgu Giurgiu. Obejmuje miejscowości Anghelești, Bucșani, Goleasca, Obedeni, Podișor, Uiești i Vadu Lat. W 2011 roku liczyła 1988 mieszkańców. 